# Бодешти (Вранча)
Бодешти (рум. Bodești) насеље је у Румунији у округу Вранча у општини Вранчоаја. Oпштина се налази на надморској висини од 519 m.

## Становништво
Према подацима из 2002. године у насељу је живело 193 становника, од којих су сви румунске националности.